# ۵۳ ارابه‌ران
۵۳ ارابه‌ران یک ستاره است که در صورت فلکی ارابه‌ران قرار دارد.